# Инджов
Инджов, Инджев от турската дума ince със значение на слаб, строен, тънък за обозначаване на физиката, вероятно основоположникът на рода е бил със слабо телосложение.

## Личности с такова родово име
- Васил Инджев – писател
- Иво Инджев – телевизионен журналист
- Момчил Инджов – спортен журналист
- Никола Инджов (1935 —) – поет, публицист, есеист, преводач